# Újezd u Průhonic
Újezd u Průhonic – część Pragi. W 2007 zamieszkiwało ją 2 444 mieszkańców.